# Malayalis
|  | Aquest article tracta sobre sobre el poble malayali a Tamil Nadu. Si cerqueu sobre el poble malayali de Kerala, vegeu «Malayalikal». |

Malayalis és una ètnia que habita les muntanyes al sud i nord dels districtes d'Arcot i Salem a Tamil Nadu. Al cens del 1881 eren 69.396.
Segons la seva tradició haurien emigrat de Conjevaram vers el segle xiii per persecucions religioses; segons alguns malayalais el 1132 els vedars de Kangundi van demanar esposes als kondekatti vellalars de Conjevaram i aquestos no en van voler entregar cap; llavors set joves vellalar foren segrestades; per rescatar-les un grup de vellalars amb set gossos les van anar a buscar; si els gossos no tornaven és que haurien mort; els vellalars van atrapar als segrestadors verdars i els van matar i van poder retornar però com que havia passat força temps havien estat donats per morts i havien quedat fora de la casta; llavors es van casar amb les noies rescatades i es van retirar a les muntanyes Jawadi; la llegenda la tenien escrita en una fulla, però fins al segle xix no la coneixia ningú, ja que cap membre de l'ètnia sabia llegir.
La seva llengua és el tàmil i les seves característiques físiques i de vestimenta són també les mateixes que la dels pobles de l'entorn i només es diferencien per algunes costums principalment religioses. La seva deïtat principal és Kali a la que dediquen una festa de 15 dies cada any.
Les cerimònies nupcials no tenen intervenció de bramans; la infidelitat té un cert grau de tolerància dins la mateixa casta; hi ha restes d'antigues institucions poliàndriques però avui aquest sistema ja no està vigent. Si una dona abandona al seu marit per un altre home de la mateixa casta, els fills són considerats només del marit. Els fills malayalais, encara molt joves, són casats a dones madures i el sogre d'aquestes és el que garanteix la funció procreativa; quan el nen marit arriba a l'edat adulta i els seus fills mascles procreats de fet pel pare són casats amb altres dones encara infants, són llavors ells els que procreen amb les dones adultes amb les quals han estat casats. En alguns llocs les vídues s'han de tornar a casar fins i tot si són molt velles; si es neguen són portades a casa del sacerdot i per evitar la sort que allí les espera quasi totes accepten; a la comarca d'Uttunkarai el dia del casament la núvia ha de tenir relacions sexuals amb tots els homes que ho vulguin del seu poble, però des de l'endemà només pot tenir-ne amb el marit.
Quan un estranger s'acosta, a la primera persona que saluda està obligada a portar-lo a casa seva i oferir-li hospitalitat. Antigament pagaven tribut als poligars de la regió però en general era simbòlic. Les seves cases eren estructures baixes i llargues amb les plantes assegurades contra el vent per llargs bambús posats a intervals; antigament els pobles estaven rodejats d'una tanca de bambú.